# 佩拉斯科維亞 (新沃多拉加區)
49°30′36″N 35°53′14″E / 49.51000°N 35.88722°E
帕拉斯科維亞（烏克蘭語：Парасковія）是位於烏克蘭東部的村莊，由哈爾科夫州别列斯京区的舊維里夫卡市鎮負責管轄。該村處於別列斯托瓦河畔，面積1.42平方公里，海拔高度140米，2001年人口486。